# Where Is Wendy Williams?
Where Is Wendy Williams? é uma série documental estadunidense de 2024, que retrata a vida da apresentadora televisiva Wendy Williams após o cancelamento de seu talk show The Wendy Williams Show (2008-2022). A série, dividida em 4 episódios, foi exibida no canal Lifetime entre 24 e 25 de fevereiro de 2024.

## Premissa
O documentário acompanha a apresentadora televisiva estadunidense Wendy Williams após o cancelamento de seu talk show, The Wendy Williams Show (2008-2022). A série também mostra Williams sofrendo de problemas mentais e físicos, seu comportamento errático, e o declínio de sua saúde, seu problema com álcool, e ela sendo colocado sob tutela.